# Solomon Grimes
Solomon Grimes (Monrovia, 24 luglio 1987) è un ex calciatore liberiano, di ruolo difensore.

## Carriera

### Club
Ha giocato nella prima divisione greca ed in quella cipriota.

### Nazionale
Tra il 2003 ed il 2016 ha giocato complessivamente 32 partite con la nazionale liberiana.